# راي مكاي
راي مكاي هو لاعب هوكي الجليد كندي، ولد في 22 أغسطس 1946 في إدمونتون في كندا.

## وصلات خارجية
- راي مكاي على موقع دوري الهوكي الوطني (الإنجليزية)
- راي مكاي على موقع قاعة مشاهير الهوكي (لاعب أن.إتش.أل) (الإنجليزية)
- راي مكاي على موقع EliteProspects.com (الإنجليزية)
- راي مكاي على موقع HockeyDB.com (الإنجليزية)
- راي مكاي على موقع Hockey-Reference.com (الإنجليزية)